# Gare de Duttlenheim
Gare de Duttlenheim vasútállomás Franciaországban, Dachstein településen.

## Vasútvonalak
Az állomást az alábbi vasútvonalak érintik:
- Strasbourg–Saint-Dié-vasútvonal

## Kapcsolódó állomások
A vasútállomáshoz az alábbi állomások vannak a legközelebb:
- Gare de Duppigheim (Gare de Strasbourg)
- Gare de Dachstein (Gare de Molsheim)